# Jincheng (merk)

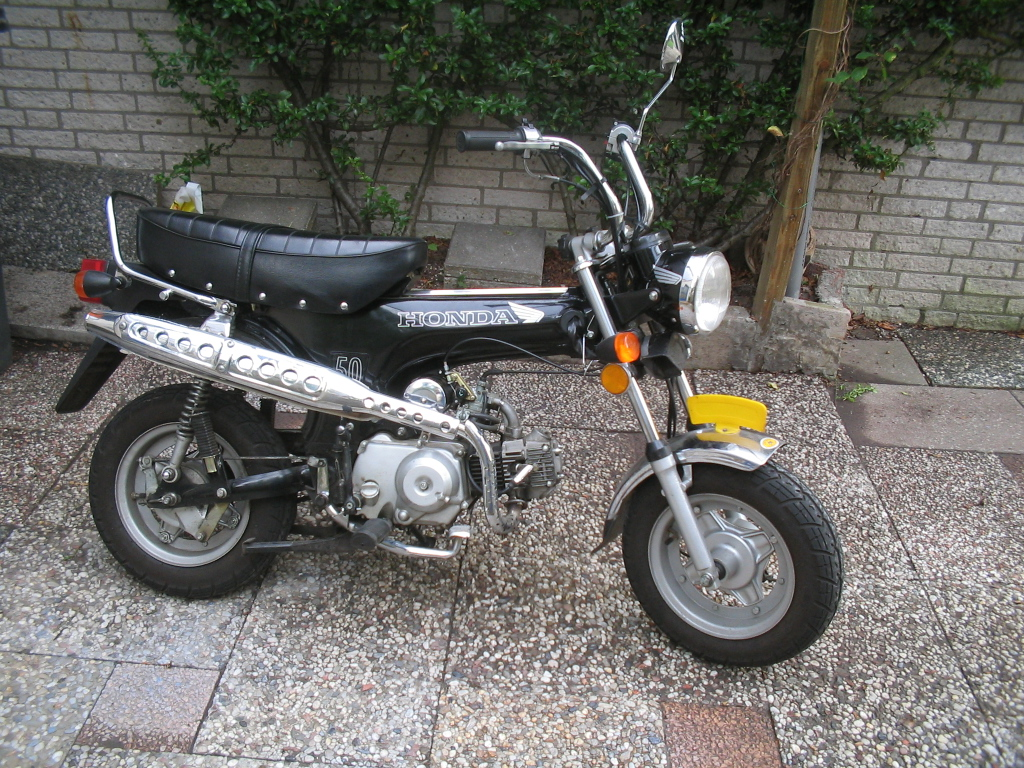
Jincheng QC5 (Honda Dax-replica)

Jincheng is een Chinees bromfiets- en motorfietsmerk. De bedrijfsnaam is Jincheng Corporation.
De fabriek werd meteen na de Chinese revolutie opgericht. Het is een groot bedrijf dat naast lichte motorfietsen ook benzinemotoren, luchtvaartproducten en hydraulische persen produceert. Voor de motorproductie is er een samenwerkingsverband met Suzuki (Jincheng Suzuki Co. Ltd.)
Jincheng produceert verschillende replica's, bijvoorbeeld de Honda Dax, met verschillende cilinderinhouden van 50 tot 220 cc.